# 見並里穂
見並 里穂（みなみ りほ、1997年5月23日 - ）は、日本のアイドル。女性アイドルグループ・透色ドロップのメンバー。熊本県出身。株式会社エイトワン所属。

## 来歴
2018年9月27日、自身のtiktokアカウントを開設。
2019年5月23日、自身のInstagramアカウントを開設。
2020年3月4日、自身のTwitterアカウントを開設。
2020年6月18日、無観客のYouTube Live生配信「アイドルをやらないと死ねない」にて透色ドロップとしてアイドルデビュー
。
2021年6月5日、オーディションの末、FC琉球応援ナビゲーター「FC琉球ガールズ」に任命される。
2021年9月10日、洋服ブランド・パラビオンのモデルを務める。
2023年2月18日、FC琉球ガールズが活動終了。
2024年11月27日、12月29日に行われる卒業公演をもって卒業することを発表。

## 人物
- 自身の性格について「涙もろく意外と恥ずかしがり屋」[1]としている。
- キメ台詞は「きゅるるんぴっ[11]」、「だおだお」などがある。
- 幼少期からアイドルが好きであり、自身が辛い境遇にある時にアイドルから元気をもらった経験から同じような境遇の人に笑顔になってほしいと思い、アイドルを目指すようになった[12]。高校生になった後、大手アイドルグループなどのオーディション受けるも落選。その後、社会人をしながらtiktokで知名度を上げ、透色ドロップとしてデビューするに至った[13]。
- 両親との約束でアイドルを目指すのは22歳までと決めていた。[14]
- 継続して腰痛治療を行なっており[15]、負担軽減のため特典会は着席で実施している[16]。
- 姉がいる[17]。
- 学生時代は吹奏楽部でクラリネットを担当していた[18]。
- アイドルになる前は病院の受付、次に流通関係で事務の仕事をしていた[19]。

### 嗜好
- 好きなアイドルは日向坂46[1]。箱推しだが特に好きなメンバーは東村芽依、小坂菜緒、上村ひなの、金村美玖[20]。
- 趣味はドラマ・映画を見ること[21]。
- 好きなお菓子はいちごのショートケーキ[1]。
- 好きなスポーツは卓球、サッカー[1]。
- 恐竜が好きであり、好きな動物にアンキロサウルスを挙げている[21]。

### 特技
- 特技は電卓の早打ちと朝しっかり起きれること[1] 。
- 秘書検定2級の資格を持っている[22]。

### 透色ドロップ
ペンライトカラーは緑。グループの中では最年長である。